# Fredrik Reinfeldt
John Fredrik Reinfeldt (phát âm [ˈfreːdrɪk ˈrajnˌfɛlt]ⓘ) (sinh ngày 4 tháng 8 năm 1965 tại Österhaninge, quận Stockholm, Thụy Điển) là thủ tướng đương chức của Thụy Điển, lãnh đạo của Đảng Ôn hòa và là Chủ tịch Hội đồng châu Âu.